# أندرو غيلر
أندرو غيلر (بالإنجليزية: Andrew Geller)‏ هو مهندس معماري أمريكي، ولد في 17 أبريل 1924 في بروكلين في الولايات المتحدة، وتوفي في 25 ديسمبر 2011 في سيراكيوز في الولايات المتحدة بسبب قصور كلوي.